# Alinaghi Alikhani

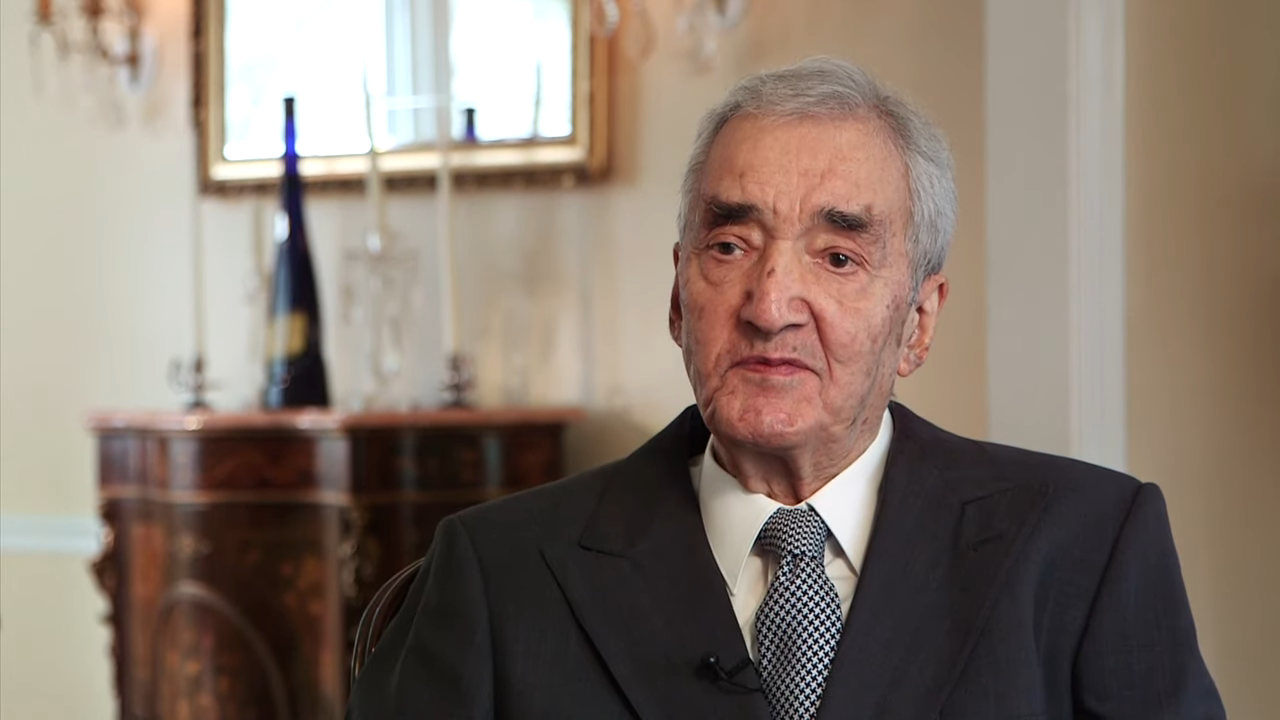
Alinaghi Alikhani auf BBC Persian

Alinaghi Alichani (anhörenⓘ persisch علینقی عالیخانی Alinaghi Alichani; * 21. Januar 1929 in Chamseh; † 25. Juni 2019 in den USA) war ein iranischer Politiker und Rektor der Universität Teheran. Als iranischer Wirtschaftsminister war Alichani einer der Architekten der wirtschaftlichen Entwicklung des Iran/Persiens im Rahmen des Reformprogramms von Schah Mohammad Reza Pahlavi, das als Weiße Revolution in die Geschichte des Iran eingehen sollte.

## Leben
Alinaghi Alichani wurde am 21. Januar 1929 in Chamseh, einer kleinen Stadt in der Nähe von Abhar geboren. Sein Vater verwaltete die königlichen Güter, die in der Nähe der Stadt gelegen waren. Nach der Anglo-Sowjetischen Invasion des Iran und dem von den Briten erzwungenen Rücktritt Reza Schahs gab der Vater sein Amt auf und betrieb einen kleinen Bauernhof in Waramin. 
Alinaghi Alichani schrieb sich nach seiner Schulausbildung 1946 in der Universität Teheran in der rechtswissenschaftlichen Fakultät ein und schloss sein Studium nach drei Jahren ab. Bereits als Schüler hatte er sich politisch betätigt. Aufgrund seiner vor allem antikommunistisch geprägten politischen Aktivitäten gegen die Tudeh-Partei lernte er Darius Homayun und Nader Naderpour kennen. 
Nach seinem Studium an der Universität Teheran ging er nach Paris, um dort an der Universität Paris in Wirtschaftswissenschaften zu promovieren. 1957 kehrte er in den Iran zurück und begann seine berufliche Laufbahn als wirtschaftspolitischer Analyst bei dem neu gegründeten Nachrichtendienst SAVAK.
Im Jahr 1961 wechselte Alichani auf Anfrage von Amir Abbas Hoveyda zur National Iranian Oil Company. Doch bereits nach wenigen Monaten wurde Alichani von Premierminister Asadollah Alam als Minister für Wirtschaft in die Regierung berufen. Alichani blieb auch unter Premierminister Hassan Ali Mansur und Premierminister Hoveyda für insgesamt sieben Jahre Wirtschaftsminister.
Alnaghi Alichani entwickelte und realisierte eine neue wirtschaftspolitische Perspektive für den Iran, basierend auf der vollständigen Umgestaltung der iranischen Wirtschaft von einem feudal geprägten Agrarstaat in einen modernen Industriestaat mit einem prosperierenden Dienstleistungsgewerbe. Die Planungen gingen von einer Dezentralisierung und staatlichen Förderung der zunächst in der Hauptstadt Teheran angesiedelten Industriebetriebe aus. Staatsbetriebe wurden privatisiert und die Gründung neuer, privater Betriebe durch die Vergabe zinsgünstiger Darlehen unterstützt. Neben dem iranischen Markt sollten die neu gegründeten Betriebe mit Hilfe von Exportsubventionen auch international konkurrenzfähig werden.  
Der Erfolg der neuen iranischen Wirtschaftspolitik ließ nicht lange auf sich warten. Die iranische Industrie blühte auf. Bei der weiteren wirtschaftlichen Entwicklung des Irans war Alichani bestrebt, auch die Wirtschaftsbeziehungen zur Sowjetunion zu beleben, um ein Gegengewicht zu einer möglichen Abhängigkeit von Lieferungen der westlichen Industriestaaten zu schaffen. So konnte er ein Stahlwerk, dessen Lieferung die USA dem Iran verweigert hatten, aus der Sowjetunion im Tausch gegen Erdgas beziehen. 
Nach sieben Jahren als Wirtschaftsminister trat Alichani 1969 zurück und wurde Rektor der Universität Teheran. Er hatte eine lange Liste von Reformen ausgearbeitet, um am Modell der Universität Teheran das iranische Bildungswesen den Erfordernissen einer modernen Industriegesellschaft anzupassen. Als erstes entließ er in der medizinischen Fakultät über dreihundert Doktoren, die sich zwar als Professor bezeichneten, aber keinerlei Lehrveranstaltungen abhielten. Er baute ein neues Seminargebäude für die Wirtschaftsfakultät und steigerte die Mittel für den Ausbau der Bibliothek. Zudem reformierte er das Promotionsstudium und führte eine strenge akademische Betreuung für Doktoranden ein. Was Alichani bei seinen auf wirtschaftliche Effizienz ausgerichteten Reformen nicht bedacht hatte, war die veränderte politische Lage an den Universitäten. Zahlreich Studierende sympathisierten mit linken Guerillabewegungen, so dass sich der Campus der Universität mehr und mehr in ein politisches Schlachtfeld zwischen linken Studenten und dem SAVAK entwickelte. 
1972 trat Alinaghi Alichani von seinem Amt als Rektor der Universität Teheran zurück und ging in die Privatwirtschaft. Alichani verließ 1979 den Iran.